# Ptychochromis curvidens
Ptychochromis curvidens é uma espécie de peixe da família Cichlidae. A espécie foi proposta em 2001 como Ptychochromis sp. nov. "Green Garaka", sendo descrita formalmente apenas em 2006.
É endémica de Madagáscar, onde pode ser encontrada em rios que correm a oeste de Montagne d'Ambre no extremo norte da ilha. Está ameaçada por perda de habitat e introdução de espécies exóticas.